# هارفي هوارد
هارفي هوارد (بالإنجليزية: Harvey Howard)‏ هو لاعب دوري الرغبي أسترالي، ولد في 29 أغسطس 1968 في إنجلترا في المملكة المتحدة.